# Dshamilja Kaiser
Dshamilja Kaiser (geboren in Wuppertal) ist eine deutsche Opernsängerin der Stimmlage Mezzosopran. Seit 2017 ist sie an der Oper Bonn engagiert.

## Leben und Werk
Kaiser studierte Gesang an der Hochschule für Musik Detmold bei Mechthild Böhme und Caroline Thomas. Bereits während ihres Studiums sang sie in Hochschulproduktionen von Händel- und Rossini-Opern und gastierte als Lisetta in Haydns Il mondo della luna an den Städtischen Bühnen Münster. Sie gewann Gesangswettbewerbe und war Stipendiatin der Studienstiftung des deutschen Volkes und der Richard-Wagner-Stiftung. Im Juli 2007 schloss sie ihr Studium mit der künstlerischen Reifeprüfung ab – als Carmen in einer Hochschul-Aufführung am Landestheater Detmold. Es folgte ein Festengagement am Theater Bielefeld, wo sie unter anderem Scarlatti, Mozart und Glinka sang, sowie Gastauftritte am Theater Münster, am Mecklenburgischen Staatstheater Schwerin, am Landestheater Linz und am Aaltotheater Essen.
Seit der Spielzeit 2009/10 zählt die Mezzosopranistin zum Ensemble der Oper Graz. Sie sang und singt dort eine Reihe von Hauptrollen, insbesondere Rivalinnen der Heldinnen oder Hosenrollen – von Barock und Mozart über Belcanto bis zu Richard Wagner – und arbeitet dort mit namhaften Regisseuren und Dirigenten zusammen, darunter Stefan Herheim und Stefan Soltesz.
Bei den Wiener Festwochen 2012 gastierte Kaiser als Annina in Verdis La traviata, im Juli 2013 bei Operklosterneuburg als Frau Reich in Nicolais Lustigen Weibern von Windsor, im Jänner 2014 debütierte sie an der Volksoper Wien in der Titelpartie von Bizets Carmen. Im Haus am Gürtel sang sie in der Folge auch die Dorabella in Mozarts Così fan tutte. Im Sommer 2016 debütierte sie bei den Bregenzer Festspielen als Gertrude in einer lange verschollenen Hamlet-Oper aus dem Jahr 1865 – in Franco Faccios Amleto. Ihre Partner waren Pavel Černoch in der Titelpartie, Iulia Maria Dan als Ophelia und Claudio Sgura als Claudio. Es inszenierte Olivier Tambosi, es dirigierte Paolo Carignani.
Im Konzertsaal singt Kaiser sowohl konzertante Opernaufführungen als auch große Chor-Orchesterwerke. Im November 2013 gastierte sie mit dem Grazer Philharmonischen Orchester unter Leitung von Dirk Kaftan im Wiener Musikverein und sang dort den Liederzyklus Les nuits d’été von Hector Berlioz nach Gedichten von Théophile Gautier. Im Februar 2015 übernahm sie – in einer konzertanten Aufführung des Orchestra sinfonica di Milano Giuseppe Verdi unter Leitung von Gaetano d'Espinosa in Mailand – die Judit in Bartóks Herzog Blaubarts Burg.

## Wesentliche Rollen
| Bellini: - Romeo in I Capuleti e i Montecchi - Adalgisa in Norma Bizet: - Titelpartie in Carmen Donizetti: - Elisabetta in Maria Stuarda - Léonor de Guzman in La favorite Faccio: - Gertrude in Amleto Glinka: - Ratmir in Ruslan und Ljudmila Händel: - Arsamenes in Serse |  | Humperdinck: - Hänsel in Hänsel und Gretel Mozart: - Cherubino in Le nozze di Figaro - Dorabella in Così fan tutte - Sesto in La clemenza di Tito Alessandro Scarlatti: - Gualtiero in Griselda Johann Strauß: - Prinz Orlofsky in Die Fledermaus Wagner: - Magdalene in Die Meistersinger von Nürnberg - Brangäne in Tristan und Isolde - Ortrud in Lohengrin |

## Wettbewerbe und Auszeichnung
- 2005: Landeswettbewerb Nordrhein-Westfalen Gesang, Düsseldorf
- 2008: Bergheimer Sängerpreis
- 2015: Österreichischer Musiktheaterpreis, Beste Nachwuchssängerin – für La favorite (Leonor de Guzman) an der Oper Graz